# Nicolaus Heinrich Massmann
Nicolaus Heinrich (også Henrich eller Hinrich) Massmann (10. marts 1766 i Heiligenhafen – 26. oktober 1816 i København) var en dansk-holstensk præst og teolog.
Han var søn af senator og købmand Joachim Massmann og Catharina, født Schlichting, er født 10. marts 1766 i Heiligenhafen i Holsten. Han afgik 1785 fra Den lærde Skole i Kiel til universitetet sammesteds, rejste 1788 til Jena, men vendte 1789 tilbage til Kiel, tog teologisk embedseksamen i Glückstadt og kom samme år til København som huslærer for A.P. Bernstorffs børn. 1792 blev han sognepræst ved Frederiks tyske Kirke på Christianshavn, i hvilket embede han døde 26. oktober 1816. Han ægtede 1793 Dorothea Elsabe von Essen (1775-1851), datter af advokat og amtssekretær Michael von Essen.
Massmann er stifter af de københavnske søndagsskoler, der endnu bærer hans navn. 21. marts 1800 udkom der en forordning om håndværkslavene i København, hvorved det tilsigtedes at højne standen. Samme dag udsendte Massmann en opfordring til at yde bidrag til en søndagsskole, hvor håndværkslærlinge gratis skulle undervises i regning og skrivning. Der indkom et klækkeligt beløb, og der meldte sig mange deltagere, så der bestandig måtte oprettes nye klasser, og flere og flere lokaler toges i brug. Allerede det første år indrettedes der også et kursus for svende. 1802 var der 386 elever, 1806 553. Nye undervisningsfag optoges: sang, tegning, skibsbygningstegning, geografi, fædrelandshistorie, geometri. Skolen fik et betydeligt tilskud fra den Reiersenske Fond; det inddroges vel 1805, da Massmann ikke ville gøre skolen til en udelukkende industriskole, men fornyedes 1808, da han i det væsentlige havde givet efter for de fordringer, fondens bestyrelse stillede.
Massmann udgav 1802 en samling sange for eleverne, han lod slå medaljer, der uddeltes til de dygtigste, og dette skete ved en årsfest, hvor kongehuset var til stede. Hver afdeling havde 2 bestyrere, og alle bestyrerne tilsammen udgjorde Selskabet til Søndagsskolernes Befordring. Disse have haft stor betydning for den københavnske håndværksstands udvikling, og mange lignende skoler oprettedes i købstæderne.